# 臺灣巨股長蝽
臺灣巨股長蝽（学名：Macropes dentipes）为長蝽科巨股長蝽屬下的一个种。